# ۲ دوست
۲دوست فیلم ایرانی به کارگردانی محمد بانکی، تهیه‌کنندگی اصغر بانکی و نویسندگی رضا بانکی محصول سال ۱۳۹۳ است.   
این فیلم در تاریخ ١ مهر ١٣٩۴ در سینمای سراسر ایران اکران شده است.   

## بازیگران
- حمید عسکری
- الهام حمیدی
- سحر قریشی
- اشکان بانکی
- رضا بانکی
- پوراندخت مهیمن
- محمد بانکی
- علی رفیعی